# ジョン・タヴナー
ジョン・ケニス・タヴナー（Sir John Kenneth Tavener、1944年1月28日 - 2013年11月12日）は、前衛音楽崩壊後に活躍したイギリスの作曲家。

## 略歴
メシアンやシュトックハウゼンとならぶ神秘主義の作曲家で、長年正教徒を自認しているが、近年はヒンドゥー教やイスラム教など、他宗教を題材にした作品も発表している。16世紀イングランドの作曲家ジョン・タヴァーナーとは別人（ちなみにタヴナー自身は、タヴァーナーの末裔を自称している）。2002年にナイトに叙勲された。
ロンドン生まれ。ロンドン王立音楽アカデミーにおいて、レノックス・バークリーに作曲を学ぶ。劇的カンタータ＜鯨＞（1968年）はロンドン・シンフォニエッタによって初演された後、＜セルティック・レクィエム＞と並んで、アップル・レコードから発売された。
1977年に正教会に入信し、多大な影響を受ける。その一方で、十字架の聖ヨハネなど、中世スペイン神秘主義の著作家からも影響を受けている。
その後は、1988年に、ロシアのキリスト教受容から1000周年を記念して、＜感謝祭のアカティスト＞、1989年に、スティーヴン・イッサーリスのプロムス・デビューのために＜奇跡のヴェール＞を作曲している。＜アテネのための歌＞は、ダイアナ皇太子妃告別式典に演奏されており、1997年にウィリアム・ブレイクの詩に作曲された＜永遠の日の出＞は、ダイアナ妃追憶作品である。2003年には、4つの合唱隊と複数のオーケストラ、独唱群のための記念碑的大作＜The Veil of the Temple ＞を完成させた。

## 作風
初期の作風では、イーゴリ・ストラヴィンスキーの影響が顕著であったが、近年の作品は、広い音域の使用が目立ち、しばしば全音階的で調的に響く。明らかな宗教的背景のほかにも作曲技法上のさまざまな共通点（作品の長さ、全音階的傾向、音色効果や打楽器的奏法の追究）から、タヴナーとペルトの作風が似ていると主張する向きもある。おそらくメシアンがタヴナーの作風に最も強い影響力を及ぼしていよう。ただし、もっぱら使用されるのは教会旋法である。
2004年には映画『トゥモロー・ワールド』のために、自身初となる映画音楽を書いた。プログラムノートでも「心臓発作の翌年に作曲」と健康状態についての危機を本人自らが感じていた(cf.ハンドベルと弦楽四重奏のための処女マリアの最後の睡り)が、2013年に永眠。